# Сервілій Ватія (консул-суфект)
Сервілій Ватія (лат. Servilius Vatia; близько 110 до н. е. — 68 до н. е.) — політичний, державний і військовий діяч часів пізньої Римської республіки, консул-суфект 68 року до н. е.

## Життєпис
Походив з патриціанського роду Сервіліїв. Син Гая Сервілія Ватії, претора 102 року до н. е. Його ім'я невідомо, на думку дослідників можливо Гай або Марк. Про хід політичної кар'єри замало відомостей, втім пройшов усі щаблі: від квестора до претора.
У 68 році до н. е. після раптової смерті консула Луція Цецилія Метелла за рішення колеги та римського сенату Ватію призначено консулом-суфектом. Утім той помер ще до вступу на посаду під час мору невідомої хвороби, що тоді вирував у Римі та околицях.